# شیله‌ونگه، یاردیملی
شیله‌ونگه (به لاتین: Şiləvəngə) یک منطقهٔ مسکونی در جمهوری آذربایجان است که در شهرستان یاردیملی واقع شده‌است. شیله‌ونگه ۳۸۸ نفر جمعیت دارد.